# Beverīna kommun
Beverīnas novads var en kommun i Lettland. Den låg i den nordöstra delen av landet, 110 km nordost om huvudstaden Riga. Antalet invånare var 3 567. Arean var 302 kvadratkilometer.
2021 slogs kommunen samman med Valmiera kommun.
Följande samhällen fanns i Beverīnas novads:
- Mūrmuiža